# Natação nos Jogos Pan-Americanos de 1995
A natação nos Jogos Pan-Americanos de 1995 foi realizada nos dias 12 de março a 18 de março. Foram disputadas 32 provas, 16 masculinas e 16 femininas. As provas ocorreram no Natatorium Complex em Mar del Plata, Argentina.

## Medalhistas
Masculino
| Evento                        | Ouro                                                                    | Ouro     | Prata                                                                         | Prata    | Bronze                            | Bronze   |
| ----------------------------- | ----------------------------------------------------------------------- | -------- | ----------------------------------------------------------------------------- | -------- | --------------------------------- | -------- |
| 50 metros livre detalhes      | Fernando Scherer BRA Brasil                                             | 22.65    | Bill Pilczuk USA Estados Unidos                                               | 22.71    | Tom Jager USA Estados Unidos      | 22.75    |
| 100 metros livre detalhes     | Gustavo Borges BRA Brasil                                               | 49.31    | Jon Olsen USA Estados Unidos                                                  | 49.39    | Fernando Scherer BRA Brasil       | 49.79    |
| 200 metros livre detalhes     | Gustavo Borges BRA Brasil                                               | 1:48.49  | Greg Burgess USA Estados Unidos                                               | 1:51.69  | Josh Davis USA Estados Unidos     | 1:51.92  |
| 400 metros livre detalhes     | Josh Davis USA Estados Unidos                                           | 3:55.59  | Luiz Lima BRA Brasil                                                          | 3:56.33  | Jon Sakovich USA Estados Unidos   | 3:57.37  |
| 1500 metros livre detalhes    | Carlton Bruner USA Estados Unidos                                       | 15:13.90 | Luiz Lima BRA Brasil                                                          | 15:19.53 | Ryan Cox USA Estados Unidos       | 15:37.28 |
| 100 metros costas detalhes    | Jeff Rouse USA Estados Unidos                                           | 54.74    | Tripp Schwenk USA Estados Unidos                                              | 55.60    | Rodolfo Falcón CUB Cuba           | 56.13    |
| 200 metros costas detalhes    | Brad Bridgewater USA Estados Unidos                                     | 2:00.79  | Rodolfo Falcón CUB Cuba                                                       | 2:00.98  | Rogério Romero BRA Brasil         | 2:01.13  |
| 100 metros peito detalhes     | Seth van Neerden USA Estados Unidos                                     | 1:02.48  | Jonathan Cleveland CAN Canadá                                                 | 1:03.01  | Tyler Mayfield USA Estados Unidos | 1:03.17  |
| 200 metros peito detalhes     | Seth van Neerden USA Estados Unidos                                     | 2:16.08  | Eric Namesnik USA Estados Unidos                                              | 2:17.70  | Curtis Myden CAN Canadá           | 2:19.00  |
| 100 metros borboleta detalhes | Mark Henderson USA Estados Unidos                                       | 54.11    | Eduardo Piccinini BRA Brasil                                                  | 54.63    | Brian Alderman USA Estados Unidos | 54.75    |
| 200 metros borboleta detalhes | Nelson Mora VEN Venezuela                                               | 2:00.38  | Tom Malchow USA Estados Unidos                                                | 2:00.49  | André Teixeira BRA Brasil         | 2:01.95  |
| 200 metros medley detalhes    | Curtis Myden CAN Canadá                                                 | 2:01.70  | Greg Burgess USA Estados Unidos                                               | 2:03.62  | Eric Namesnik USA Estados Unidos  | 2:03.70  |
| 400 metros medley detalhes    | Curtis Myden CAN Canadá                                                 | 4:18.55  | Eric Namesnik USA Estados Unidos                                              | 4:19.00  | Iain Mull USA Estados Unidos      | 4:26.32  |
| 4x100 metros detalhes         | Gary Hall Jr. Tom Jager Josh Davis Jon Olsen USA Estados Unidos         | 3:18.60  | Fernando Scherer Gustavo Borges Eduardo Piccinini Roberto Piovesan BRA Brasil | 3:20.33  | - VEN Venezuela                   | 3:25.43  |
| 4x200 metros detalhes         | Jon Olsen Josh Davis Ryan Berube Greg Burgess USA Estados Unidos        | 7:21.61  | Fernando Scherer Gustavo Borges Cassiano Leal Teófilo Ferreira BRA Brasil     | 7:28.70  | - MEX México                      | 7:39.56  |
| 4x100 metros medley detalhes  | Jeff House Seth Van Neerden Mark Henderson Jon Olsen USA Estados Unidos | 3:41.24  | Rogério Romero Oscar Godoi Eduardo Piccinini Gustavo Borges BRA Brasil        | 3:43.93  | - CAN Canadá                      | 3:45.10  |

Feminino
| Evento                        | Ouro                                                                             | Ouro    | Prata                                 | Prata   | Bronze                                                                         | Bronze  |
| ----------------------------- | -------------------------------------------------------------------------------- | ------- | ------------------------------------- | ------- | ------------------------------------------------------------------------------ | ------- |
| 50 metros livre detalhes      | Angel Martino USA Estados Unidos                                                 | 25.40   | Shanon Shakespeare CAN Canadá         | 26.19   | Andrea Moody CAN Canadá                                                        | 26.54   |
| 100 metros livre detalhes     | Angel Martino USA Estados Unidos                                                 | 55.62   | Amy Van Dyken USA Estados Unidos      | 55.92   | Marianne Limpert CAN Canadá                                                    | 56.80   |
| 200 metros livre detalhes     | Cristina Teuscher USA Estados Unidos                                             | 2:01.49 | Marianne Limpert CAN Canadá           | 2:02.05 | Dady Vincent USA Estados Unidos                                                | 2:03.37 |
| 400 metros livre detalhes     | Brooke Bennett USA Estados Unidos                                                | 4:11.78 | Cristina Teuscher USA Estados Unidos  | 4:13.97 | Katie Brambley CAN Canadá                                                      | 4:18.74 |
| 800 metros livre detalhes     | Trina Jackson USA Estados Unidos                                                 | 8:35.42 | Brooke Bennett USA Estados Unidos     | 8:37.99 | Alicia Barrancos ARG Argentina                                                 | 8:39.57 |
| 100 metros costas detalhes    | Barbara Bedford USA Estados Unidos                                               | 1:01.71 | Kristy Heydanek USA Estados Unidos    | 1:03.10 | Fabíola Molina BRA Brasil                                                      | 1:04.85 |
| 200 metros costas detalhes    | Barbara Bedford USA Estados Unidos                                               | 2:12.96 | Rachel Joseph USA Estados Unidos      | 2:14.74 | Joanne Malar CAN Canadá                                                        | 2:16.67 |
| 100 metros peito detalhes     | Lisa Flood CAN Canadá                                                            | 1:10.36 | Guylaine Cloutier CAN Canadá          | 1:10.44 | Kelli King-Bednar USA Estados Unidos                                           | 1:11.44 |
| 200 metros peito detalhes     | Lisa Flood CAN Canadá                                                            | 2:31.33 | Guylaine Cloutier CAN Canadá          | 2:32.42 | Anita Nall USA Estados Unidos                                                  | 2:32.83 |
| 100 metros borboleta detalhes | Amy Van Dyken USA Estados Unidos                                                 | 1:00.71 | Gabrielle Rose BRA Brasil             | 1:01.67 | Angie Wester-Krieg USA Estados Unidos                                          | 1:02.79 |
| 200 metros borboleta detalhes | Trina Jackson USA Estados Unidos                                                 | 2:12.37 | Michelle Griglione USA Estados Unidos | 2:14.94 | María Pereyra ARG Argentina                                                    | 2:18.52 |
| 200 metros medley detalhes    | Joanne Malar CAN Canadá                                                          | 2:15.66 | Marianne Limpert CAN Canadá           | 2:16.13 | Alison Fealey USA Estados Unidos                                               | 2:17.14 |
| 400 metros medley detalhes    | Joanne Malar CAN Canadá                                                          | 4:43.64 | Alison Fealey USA Estados Unidos      | 4:48.31 | Jenny Kurth USA Estados Unidos                                                 | 4:57.24 |
| 4x100 metros detalhes         | Angel Martino Amy Van Dyken Lindsey Farella Cristina Teuscher USA Estados Unidos | 3:44.71 | - CAN Canadá                          | 3:49.26 | Gabrielle Rose Raquel Takaya Paula Marsiglia Paula Carvalho Aguiar BRA Brasil  | 3:52.85 |
| 4x200 metros detalhes         | Trina Jackson Dady Vincent Catherine Fox Cristina Teuscher USA Estados Unidos    | 8:07.30 | - CAN Canadá                          | 8:08.25 | Alicia Barrancos María Pereyra Natalia Scapinello María Garrone ARG Argentina  | 8:27.87 |
| 4x100 metros medley detalhes  | Barbara Bedford Kelli King Bednar Amy Van Dyken Angel Martino USA Estados Unidos | 4:08.17 | - CAN Canadá                          | 4:19.06 | Patrícia Comini Fabíola Molina Gabrielle Rose Paula Carvalho Aguiar BRA Brasil | 4:22.08 |

## Quadro de medalhas
| Ordem | País               | Medalha de ouro | Medalha de prata | Medalha de bronze |    |
| ----- | ------------------ | --------------- | ---------------- | ----------------- | -- |
| 1     | USA Estados Unidos | 22              | 15               | 14                | 51 |
| 2     | CAN Canadá         | 6               | 9                | 6                 | 21 |
| 3     | BRA Brasil         | 3               | 7                | 6                 | 16 |
| 4     | VEN Venezuela      | 1               |                  | 1                 | 2  |
| 5     | CUB Cuba           |                 | 1                | 1                 | 2  |
| 6     | ARG Argentina      |                 |                  | 3                 | 3  |
| 7     | MEX México         |                 |                  | 1                 | 1  |
| TOTAL | TOTAL              | 32              | 32               | 32                | 96 |